# Lofu
Lofu (gr. Λόφου) – wieś w Republice Cypryjskiej, w dystrykcie Limassol. W 2011 roku liczyła 46 mieszkańców.